# احتجاجات جاكرتا 2019

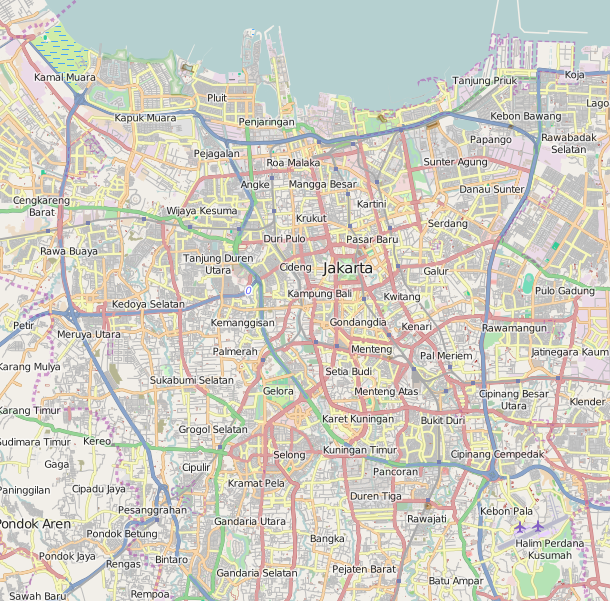
مظاهرات وأعمال الشغب جاكرتا مايو 2019.

احتجاجات جاكرتا هي مجموعة من الاحتجاجات وأعمال الشغب وقعت يومي 21 و22 مايو 2019 في جاكرتا عاصمة إندونيسيا، خاصة حول منطقة تاناه أبانغ في وسط جاكرتا وفي غرب جاكرتا. جاءت هذه الاضطرابات بعد رفض الجنرال السابق فرابوو سوبيانتو قبول الهزيمة في الانتخابات الرئاسية الإندونيسية لعام 2019 للرئيس الحالي جوكو ويدودو المعروف باسم جوكوي.
كان فريق حملة برابو قد دعا إلى الاحتجاجات بعد أن أظهرت النتائج الأولية فوز جوكوي. بدأت الاحتجاجات في يوم الإعلان الرسمي عن نتيجة الانتخابات في 21 مايو. تلا الاحتجاجات المتوترة حول مباني الوكالات الانتخابية أعمال شغب في ليلة 21 مايو في عدة مناطق. قُتل ثمانية أشخاص نتيجة أعمال الشغب وجُرح المئات.

## الإصابات
صرح حاكم جاكرتا أنيس باسويدان أن ستة أشخاص قد قتلوا وجرح 200 نتيجة الاحتجاجات وأعمال الشغب حتى الساعة 09:00 يوم 22 مايو. أصيب رجل في صدره ونقل إلى المستشفى لكنه توفي هناك. لاحظ المستشفى الذي استقبل متظاهرين مصابين أن «أكثر من واحد» من بين 17 مريضًا أصيبوا بطلقات نارية، وأحدهم يحتاج إلى عملية جراحية. قام باسويدان بتحديث البيان في 23 مايو قائلاً إن هناك ثمانية قتلوا في الاحتجاجات. بالإضافة إلى ذلك تم الإبلاغ عن إصابة أكثر من 600 بجروح بدرجات متفاوتة. وصفت إيه بي سي الأسترالية الأحداث بأنها «أسوأ عنف سياسي في إندونيسيا منذ عقدين».

## التفاعلات
أعلن جوكووي في خطاب رسمي في 22 مايو أنه «لن يكون هناك مجال للمتظاهرين الذين يعصفون بالبلاد»، وأن الأمن سيتصرفان بموجب اللوائح الحالية. في نفس الوقت تقريبًا ألقى برابو خطابًا طالبًا السلطات ومؤيديه بعدم استخدام القوة. قبل الأحداث كان برابو قد لاحظ أن أي مثيري الشغب لم يكونوا من أنصاره. طلب المحافظ باسويدان من الناس عدم مشاركة المعلومات التي لم يتم التحقق منها. أعلن ويرانتو الوزير المنسق الإندونيسي للشؤون السياسية والقانونية والأمنية أن «البلطجية المدفوعة» قاموا بالتحريض على أعمال الشغب وادعوا أن الحكومة كانت على علم بـ «العقل المدبر» للأحداث.
تم إغلاق سوق تاناه أبانغ للمنسوجات وهو أكبر سوق في جنوب شرق آسيا، مؤقتًا بسبب الوصول إلى الموقع الذي تحجبه أعمال الشغب. انخفض سعر صرف الروبية الاندونيسية بسبب المخاوف السياسية. في سورابايا أصدر العمدة تري ريسماهريني تعليماته بإعطاء التلاميذ يوم عطلة خارج المدرسة في 22 مايو بسبب أسباب تتعلق بالسلامة من الآباء والأمهات.

## الرقابة
في الأشهر التي سبقت الانتخابات انتقد وزير الاتصالات روديانتارا الفيسبوك بسبب «عدم تعاونه» فيما يتعلق بـ «إزالة المحتوى» من خدماته، بما في ذلك إنستغرام مع بدء المظاهرات، وفي وزير الأمن ويرانتو بوعده بأن «السلطات ستقيد الوصول إلى وسائل التواصل الاجتماعي». بينما كانت المظاهرات جارية تم منع المواطنين الإندونيسيين من استخدام تطبيقات ومواقع واتساب وفيسبوك وإنستغرام للتواصل مع بعضهم البعض. أكدت تقارير شهود العيان مع العديد من المواطنين الإندونيسيين انقطاع استخدام تقنية الاتصالات الرقمية الأولية في إندونيسيا. خلال هذا الوقت بدأ بعض الإندونيسيين في استخدام الشبكات الافتراضية الخاصة للتحايل على القيود المفروضة على الكلام والتعبير، مما أدى إلى قيام وزير الاتصالات روديانتارا بتوجيه الإندونيسيين إلى «إلغاء تثبيت» الشبكات الافتراضية الخاصة بعد أقل من أسبوع من بدء المظاهرات.